# 稲盛和夫

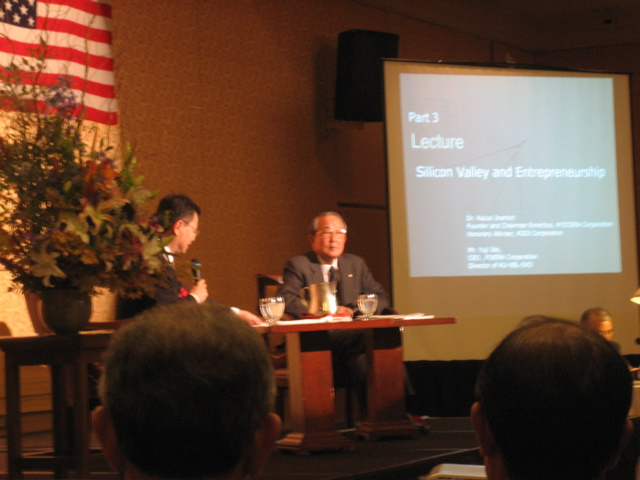
稲盛和夫（中央の人物、米国カリフォルニア州パロアルトのクラウンプラザカバナにて）。

稲盛 和夫（いなもり かずお、1932年〈昭和7年〉1月21日 - 2022年〈令和4年〉8月24日）は、日本の実業家、技術者。京セラ・第二電電（現・KDDI）創業者。公益財団法人稲盛財団理事長。「盛和塾」塾長。日本航空名誉会長。
妻の朝子は、禹長春の四女である。

## 人物・来歴
1932年（昭和7年）、鹿児島県鹿児島市薬師町に7人兄弟の次男として生まれる。父の畩市は「稲盛調進堂」という名で印刷工場を経営していた。西田尋常高等小学校（現在の鹿児島市立西田小学校）を卒業し、私立鹿児島中学校（旧制、現在の鹿児島高等学校）へ進む。銀行就職を考えたが周囲の勧めで、旧制鹿児島中学校から新制鹿児島市高等学校第三部に進学。1950年に鹿児島市高等学校第一部と第三部の普通科が統合されて鹿児島県玉龍高等学校（市立）となったため、翌年3月に同校の第一期生として卒業する。大阪大学医学部薬学科の受験に失敗し、当時は新設大学であった鹿児島県立大学（後年鹿児島大学に統合）の工学部応用化学科で、有機化学を専攻した。
1955年（昭和30年）、鹿児島県立大学工学部を卒業。当時は旧帝大卒でも苦労するほどの就職難であり、新設大学の卒業生は相手にされなかった。そこで専攻を無機化学に変更し、教授の紹介でがいしメーカーの松風工業（歯科器材の松風とは創業者が同じ別会社）に入社した。会社は労働争議でひどい状況であったが、担当になった磁器の研究に没頭し成果を上げた。これが会社の業績に繋がったが、技術開発の方針で上司と衝突したことをきっかけに、稲盛が会社に頼んで採用したメンバーを引き連れて1958年（昭和33年）12月に退社、新会社を設立する。

### 起業家・企業家として
1959年（昭和34年）松風工業の部下8人を引き連れ京都セラミツク（現・京セラ）を京都市中京区西ノ京原町で創業する。
1966年（昭和41年）代表取締役社長に就任。
1966年（昭和41年）稲盛自ら渡米し、IBMよりSystem/360に使われるIC用アルミナ・サブストレート基板を受注することに成功させる。
1968年（昭和43年）優良中小企業として第1回中小企業研究センター賞（現·グッドカンパニー大賞）を受賞。
1971年（昭和46年）創業12年で大阪証券取引所に株式上場。
1972年（昭和47年）「大規模集積回路用セラミック多層パッケージの開発」により、第18回大河内記念生産特賞を受賞。
1972年（昭和47年）東京証券取引所市場に株式上場をはたす。
1973年（昭和48年）京都セラミックが音頭をとり、日米合併企業となるジャパンソーラーエナジー（JSEC）を設立。
1974年（昭和49年）「電子回路用セラミック積層技術の開発」により、第16回科学技術庁長官賞を受賞。
1984年（昭和59年）稲盛が音頭を取り国による通信事業自由化が決定すると、京セラが資金を投入し民間初となるDDIを設立。（後にケイディディや日本移動通信と合併し、現在のKDDIとなる）。
1988年（昭和63年）日本セラミックス協会会長に就任。
1998年（平成10年）複写機メーカーの三田工業が
経営に行き詰まり会社更生法の適用を申請した際、三田工業からの要請により、京セラは三田工業の支援を表明した。2000年の更生計画認可を受けて同社を「京セラミタ株式会社」に商号変更し、京セラの子会社とした。そして、9年間の予定の更生計画を2年間で達成した。
2009年（平成21年）ワールド・アントレプレナーシップ・フォーラムで世界起業家賞を受賞。
2010年（平成22年）2月 日本航空会長に無報酬で就任する。「JALフィロソフィ」の策定など積極的な社員の意識改革に取り組み、全従業員の3分の1にあたる1万6千人のリストラを断行して、着任の翌期には営業利益1800億円の高収益企業に生まれ変わらせることに成功。赤字続きだった日本航空を3年足らずで再上場させた。
伊丹空港を視察した時、カウンター勤務の若い女性社員が月2千円のコスト削減効果を発表した。金額の少なさに周囲は困惑したが、稲盛氏は「そういう努力が一番大事なんだ」と大いに褒めた。この話はメールで部署を超えて広まった。—【経営の視点】稲盛氏が褒めた「2000円節約」（塩田宏之）『日本経済新聞』2018年1月15日）

### 死去
2022年8月24日（水曜日）午前8時25分、老衰のため、京都市伏見区の自宅で死去した。90歳没。
稲盛の死去について、京セラ以外にKDDI や日本航空 などがコメントを出し、中華人民共和国外交部は定例会見で稲盛に哀悼の意を表明した。9月3日にサンガスタジアム by KYOCERAで開催された京都サンガF.C.の公式戦の試合前に黙祷が行われた。

## 技術者
大学では当初有機化学を専攻したが、就職のために無機化学に変更し、がいしメーカーに就職したことが転機となった。
松風工業では研究課に配属され磁器の研究に没頭し、高周波絶縁性の高いフォルステライトの開発に成功。それまでブラウン管に使う絶縁用部品「U字ケルシマ」は輸入に頼っていたが、フォルステライトにより国内での量産が可能となり、松下電子工業からの注文で特磁課（研究課から改称）は会社の収益部門となった。
これらの技術が京セラの設立に繋がった。

## 経営手法
その独特な経営管理手法は「アメーバ経営」と呼ばれる。稲盛は全国に支部を持つ盛和塾と、PHP研究所や致知出版社などの出版社から出版した多数の経営指南書・自己啓発書を通じ、アメーバ経営や自らの経営哲学・理念の啓蒙・普及に努めている。また、その稲盛和夫の企業精神は世界のモーター業界で世界一のシェアを持つに至った、ニデック創業者の永守重信らにも多大な影響を与えた。稲盛哲学を中国に広め、中国人経営者の心を高めるために「稲盛和夫管理顧問有限公司」を北京に設立しており、中国でベストセラーになった稲盛の著書も多い。また京セラ創業者でもある稲盛名誉会長が死去した際には、中国共産党系国際紙環球時報などの中国メディアでも、日本の報道を引用する形で速報で取り上げられるなど影響力の大きさをうかがえた。

## 啓蒙・慈善活動
企業家の育成にも力を注ぎ、1983年には若手経営者の勉強会「盛友塾（現：盛和塾）」を開塾。1984年に財団法人稲盛財団を設立して理事長に就任。1985年には同財団主催の京都賞を創設し、同年第1回授賞式で三笠宮崇仁親王夫妻やスウェーデン王国シルヴィア王妃列席の下、ノーベル財団に特別賞を授与した。稲盛財団の現在の資産総額は1,108億円で、民間で設立された財団法人としてはトップ5に入っている。なお、盛和塾は自身が高齢になり積極的な活動ができなくなったことや従来から自身の一代限りで活動を終了させると表明していたことから2019年末をもって活動を終える予定である。
1986年には京セラ会長に就任。1994年5月から1995年5月まで関西経済連合会副会長を務めた。1994年にはDDIポケット企画（ウィルコムの前身で後に関連会社のイーモバイルとともにソフトバンクグループが買収して現在ではワイモバイル）を設立。
母校の鹿児島大学に個人資産を寄附して大学キャンパス内に新しいホール「稲盛会館」（建築家安藤忠雄が設計を担当）を寄贈したほか、稲盛アカデミーへの援助を行なう。また地域社会はもとより国際社会において21世紀の更なる学術・文化の発展に貢献していくことを目的として、京都大学や九州大学の学術・文化趣旨に賛同し、稲盛財団記念館を寄贈竣工したほか、2013年11月、京都府に次世代を担う若者の創造教育の為に20億円を寄付し、2014年に完成した大学施設は稲盛記念会館と名付けられた。関西鹿児島県人会総連合会会長も務める。
2016年には郷里の鹿児島県と鹿児島市にそれぞれ10億円、計20億円を寄付した。

## 仏教とのかかわり
幼少時に郷里の鹿児島で祖母の「隠れ念仏」を行う姿を見て宗教に関心を持ち、1997年（平成9年）に臨済宗円福寺の西片擔雪の下で在家得度（法名：大和）。雲水と共に修行を重ねた  。円福寺本堂と庫裏の建て替えに寄進したり、京都市と京都仏教会とを仲介したりするなど、居士としての活動も行なった。

## 政治

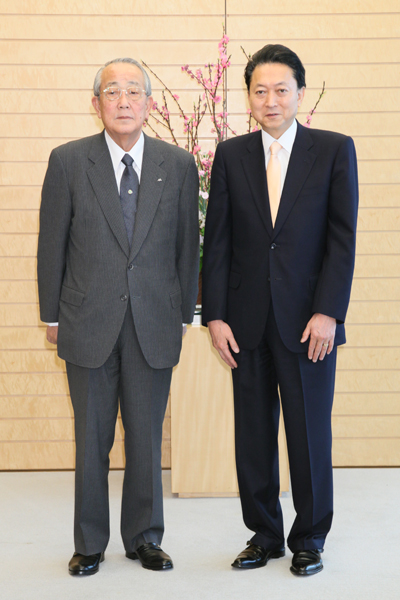
2010年2月25日、内閣特別顧問任命時に鳩山由紀夫内閣総理大臣と

小沢一郎とは新進党時代からの仲であり、後の民主党を支持して、前原誠司の後援者ともなった。しかし、2011年2月8日、日本記者クラブで会見し、政権交代後の民主党の体たらくに落胆した、政権交代も民主主義の結果であるが、色んなことが起きて新たな政治体制もできあがるだろう、歳もとったので今後は党への支援には距離を置き静観すると述べた。2012年には小沢とともに日本未来の党の結党に参加、「びわこ宣言」の賛同人に名を連ねた。また、2018年の国民民主党、さらに2020年の国民民主党結党後も前原の東京後援会の代表者をしている。
2010年1月に日本航空 (JAL) の代表取締役会長として日航再建に取り組むよう、鳩山由紀夫首相（当時）から要請された。国土交通大臣の前原が鳩山に進言したことが就任の一つの理由とされる。2月1日からJALの会長を無給で務め、2012年に会社更生法の適用から2年で営業利益2000億円というV字回復を果し、建て直しに成功。同年2月末、鳩山からは、非常勤の内閣特別顧問に任命された。

## エピソード
- 少年期に肺浸潤という結核の初期の病に侵されたことがある。その時に隣家の女性に勧められて読んだ谷口雅春の『生命の実相』に衝撃を受け、心のあり方が現象として現れるという考え方（ニューソート）の基盤になったとのこと[43]。
- マクドナルドなどのファーストフードを強く好み、特に吉野家の牛丼（並盛）をよく食べていた。頻繁に客が来店するため、品質が安定して良い有楽町店を常連の店として利用しており、サッカー選手のラモス瑠偉などの重要人物への接待でも同店にて会食していた[44][45]。

## 役職

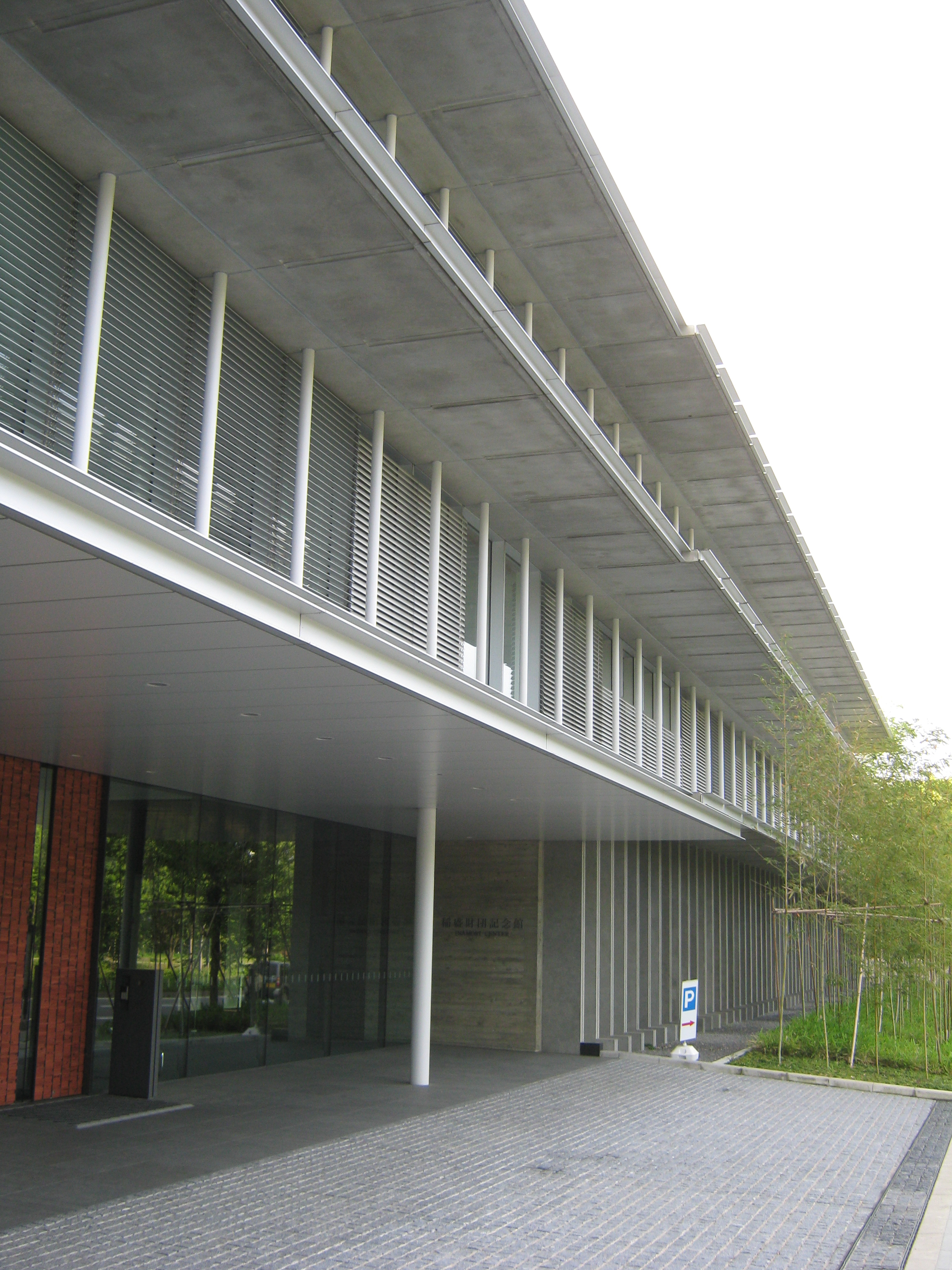
稲盛財団記念館、京都市左京区

- 京セラ株式会社名誉会長
- 株式会社京都パープルサンガ代表取締役名誉会長
- 京都工芸繊維大学経営協議会委員
- 一般社団法人京都経済同友会特別幹事
- 京都商工会議所名誉会頭
- 公益財団法人稲盛財団理事長
- 財団法人日独文化研究所理事
- 財団法人京都大学教育研究振興財団理事
- 財団法人日本経済研究奨励財団評議員
- 社団法人日本躾の会副会長
- 財団法人松下政経塾相談役
- 財団法人大河内記念会顧問
- 社団法人京都モデルフォレスト協会特別顧問
- 財団法人花と緑の農芸財団評議員
- 財団法人鹿児島県文化振興財団理事長
- 上賀茂神社崇敬会顧問
- 京都福祉法人盛和福祉会理事長
- 京都鹿児島県人会会長
- 京都大学総長顧問
- 鹿児島大学学長諮問会議委員・稲盛アカデミー名誉アカデミー長
- 株式会社京都放送取締役相談役
- 日本航空株式会社名誉会長
- 内閣特別顧問（鳩山内閣、菅内閣、野田内閣）
- 財団法人国立京都国際会館理事長
- アメリカン・セラミック協会終身名誉会員
- スウェーデン王立科学アカデミー海外特別会員
- ワシントン・カーネギー協会名誉理事
- 全米工学アカデミー外国人客員会員
- 在京都パラグアイ共和国名誉領事
- 中国友好平和発展基金会名誉顧問
- 盛和塾塾長（全国61カ所、会員約5600人。経営者向けの私塾。）

## 言葉
動機善なりや、私心なかりしか
DDI（第二電電）を設立し、電気通信事業へ参入する際、自身の動機に利己的な心、「私心」がないかと、半年間にわたり自問した時の言葉。動機が善であり、実行過程が善であれば、結果は問う必要はない、必ず成功するという信念を表す。

経営に権謀術数は一切不要
企業経営には、権謀術数が不可欠だと感じている人が多いかもしれないが、そういうものはいっさい必要ない。今日一日を一生懸命に生きさえすれば、未来は開けてくる。正々堂々と人間として正しいやり方を貫けば運命は開けてくると考えている。実際に京セラやKDDIの経営に携わり、日々懸命に働いているうちに、次に打つべき手は自ずから見えてきたし、そうすることが素晴らしい成果をもたらせてもくれた（著書『人生と経営』より）。

## テレビ番組
- 日経スペシャル カンブリア宮殿 日本航空は再び大空を舞うか？！（2012年6月28日、テレビ東京）- 日本航空 取締役名誉会長 稲盛和夫氏、日本航空 代表取締役社長 植木義晴氏出演[47]。

## 著書
2015年8月末に、世界での著書の累計発行部数が1000万部を突破した。うち日本では約490万部を発行。日本国外では中華人民共和国での発行が9割以上を占める（京セラ調べ）。

### 単著
- 『心を高める、経営を伸ばす 素晴らしい人生をおくるために』（1989年5月6日、PHP研究所）ISBN 9784569524641
- 『新しい日本 新しい経営 世界と共生する視座をもとめて』（1994年6月9日、TBSブリタニカ）ISBN 9784484942049
  - 『新しい日本 新しい経営 世界と共生する視座をもとめて』（1998年4月15日、PHP研究所 PHP文庫）ISBN 9784569571355
- 『成功への情熱 PASSION』（1996年2月13日、PHP研究所）ISBN 978-4569550152 - 世界で80万部を発行（2015年8月末時点、京セラ調べ）[48]
  - 『成功への情熱 PASSION』（2001年1月19日、PHP研究所 PHP文庫）ISBN 978-4569575063
  - 『成功への情熱 PASSION 新装版』（2007年11月24日、PHP研究所）ISBN 978-4569696393
- 『心を高める、経営を伸ばす』（1996年6月17日、PHP研究所）ISBN 9784569569017
  - 『心を高める、経営を伸ばす 素晴らしい人生をおくるために』（2004年4月14日、PHP研究所）ISBN 9784569636382
- 『敬天愛人 私の経営を支えたもの』（1997年5月6日、PHP研究所）ISBN 978-4569555652
  - 『敬天愛人 私の経営を支えたもの』（2006年3月17日、PHP研究所 PHP文庫）ISBN 9784569665771
- 『日本への直言 夢と志ある社会を求めて』（1998年7月2日、PHP研究所）ISBN 9784569601410
- 『実践経営問答』（1998年7月23日、PHP研究所）ISBN 9784569601120
- 『人生と経営 人間として正しいことを追求する』（1998年9月15日、致知出版社）ISBN 978-4884745509
- 『稲盛和夫の実学 経営と会計』（1998年10月8日、日本経済新聞社）ISBN 9784532147051 - 世界で74万部を発行（2015年8月末時点、京セラ調べ）[48]
  - 『稲盛和夫の実学 経営と会計』（2000年11月7日、日本経済新聞社）ISBN 978-4532190064
- 『リーダーの資質 混迷の時代にどう決断するか』（2001年7月4日、PHP研究所）ISBN 9784569616612
- 『稲盛和夫の哲学 人は何のために生きるのか』（2001年11月9日、PHP研究所）ISBN 9784569614700
  - 『稲盛和夫の哲学 人は何のために生きるのか』（2003年7月18日、PHP研究所 PHP文庫）ISBN 9784569579962
  - 『稲盛和夫の哲学 人は何のために生きるのか 新装版』（2018年8月31日、PHP研究所）ISBN 9784569841458
- 『ガキの自叙伝』（2002年1月25日、日本経済新聞社）ISBN 9784532164041
  - 『稲盛和夫のガキの自叙伝 私の履歴書』（2004年9月3日、日本経済新聞社 日経ビジネス人文庫）ISBN 9784532192495
- 『稲盛和夫の実践経営塾』（2002年11月5日、PHP研究所 PHP文庫）ISBN 9784569578309
- 『君の思いは必ず実現する 二十一世紀の子供たちへ』（2004年4月23日、財界研究所）ISBN 9784879320407
- 『生き方 人間として一番大切なこと』（2004年7月24日、サンマーク出版）ISBN 978-4763195432 - 日本国内の累計発行部数は120万部を超え（2015年12月時点、サンマーク出版調べ）[23]、世界では307万部を発行（2015年8月末時点、京セラ調べ）[48]。
  - 『生き方 特装版 人間として一番大切なこと』（2007年6月5日、サンマーク出版）ISBN 9784763197528
- 『高収益企業のつくり方 実学・経営問答』（2005年3月14日、日本経済新聞社）ISBN 9784532311735
  - 『高収益企業のつくり方 新装版 稲盛和夫の経営問答』（2014年9月1日、日本経済新聞出版社）ISBN 9784532319496
- 『アメーバ経営 ひとりひとりの社員が主役』（2006年9月19日、日本経済新聞社）ISBN 978-4532312954
  - 『アメーバ経営 ひとりひとりの社員が主役』（2010年10月1日、日本経済新聞出版社 日経ビジネス人文庫）ISBN 9784532195571
- 『人生の王道 西郷南洲の教えに学ぶ』（2007年9月21日、日経BP社）ISBN 978-4822244996 - 世界で64万部を発行（2015年8月末時点、京セラ調べ）[48]
- 『成功への情熱 人生で成功するには』（2007年10月31日、マグロウヒルエデュケーション/日本出版貿易）ISBN 9784889962369
  - 『成功への情熱 人生で成功するには』（2007年11月30日、マグロウヒルエデュケーション/日本出版貿易）ISBN 9784889962376
- 『稲盛和夫の経営塾 Q&A 高収益企業のつくり方』（2007年11月5日、日本経済新聞出版社 日経ビジネス人文庫）ISBN 9784532194253
- 『どう生きるかなぜ生きるか 稲盛和夫CDブックシリーズ いま、「生き方」を問う1』（2008年4月17日、サンマーク出版）ISBN 9784763198310
  - 『どう生きるかなぜ生きるか』（2021年1月7日、サンマーク出版）ISBN 9784763138811
- 『経営に求められる力 稲盛和夫CDブックシリーズ いま、「生き方」を問う2』（2008年4月25日、サンマーク出版）ISBN 9784763198327
  - 『経営に求められる力』（2021年1月7日、サンマーク出版）ISBN 9784763138828
- 『人を生かす 実学・経営問答』（2008年7月16日、日本経済新聞出版社）ISBN 9784532314071
  - 『人を生かす 新装版 稲盛和夫の経営問答』（2014年9月1日、日本経済新聞出版社）ISBN 9784532319489
- 『「成功」と「失敗」の法則』（2008年9月16日、致知出版社）ISBN 978-4-88474-822-7
  - 『「成功」と「失敗」の法則』（2016年2月1日、致知出版社 活学新書）ISBN 9784800911049
- 『働き方 「なぜ働くのか」「いかに働くのか」』（2009年4月3日、三笠書房）ISBN 978-4-8379-2310-7 - 世界で52万部を発行（2015年8月末時点、京セラ調べ）[48]
- 『幸せな人生をおくるために 稲盛和夫CDブックシリーズ いま、「生き方」を問う3』（2009年5月30日、サンマーク出版）ISBN 9784763198334
  - 『幸せな人生をおくるために』（2021年1月7日、サンマーク出版）ISBN 9784763138835
- 『不況を乗り切る5つの方策 いま、何をすべきか』（2009年6月22日、サンマーク出版）ISBN 9784763199379
- 『願望をかなえる経営 稲盛和夫CDブックシリーズいま、「生き方」を問う4』（2009年11月10日、サンマーク出版）ISBN 9784763198341
  - 『願望をかなえる経営』（2021年1月7日、サンマーク出版）ISBN 9784763138842
- 『君の思いは必ず実現する』（2010年5月21日、財界研究所）ISBN 9784879320674
- 『ど真剣に生きる』（2010年9月9日、日本放送出版協会 生活人新書）ISBN 978-4-14-088327-3
- 『六つの精進 すばらしい人生を実現するために』（2010年9月15日、サンマーク出版）ISBN 9784763130983
- 『地球文明の危機 環境編 新たな文明原理をどう構築するか』（2010年11月4日、東洋経済新報社）ISBN 9784492223062
- 『地球文明の危機 倫理編 新たな倫理をどう構築するか』（2010年12月2日、東洋経済新報社）ISBN 9784492223093
- 『こうして会社を強くする 実践経営問答』（2011年3月22日、PHP研究所 PHPビジネス新書）ISBN 9784569794952
- 『人を生かす 稲盛和夫の経営塾』（2012年2月3日、日本経済新聞出版社 日経ビジネス人文庫）ISBN 9784532196240
- 『新版・敬天愛人 ゼロからの挑戦』（2012年10月20日、PHP研究所 PHPビジネス新書）ISBN 9784569802893
- 『燃える闘魂』（2013年9月5日、毎日新聞社）ISBN 9784620321660
  - 『燃える闘魂』（2016年9月10日、毎日新聞社 新書版）ISBN 9784620324050
- 『従業員をやる気にさせる7つのカギ 稲盛和夫の経営問答』（2014年2月26日、日本経済新聞出版社）ISBN 9784532319113
  - 『従業員をやる気にさせる7つのカギ 稲盛和夫の経営問答』（2018年9月5日、日本経済新聞出版社 日経ビジネス人文庫）ISBN 9784532198718
- 『京セラフィロソフィ』（2014年6月4日、サンマーク出版）ISBN 9784763133717
- 『成功の要諦 成功する人は成功すべくして成功している』（2014年11月22日、致知出版社）ISBN 9784800910554
- 『考え方ひとつで人生は変わる 100年インタビュー』（2015年4月1日、PHP研究所）ISBN 9784569784687
- 『稲盛和夫経営講演選集』（2015年9月1日、ダイヤモンド社）ISBN 9784478067192 - 3巻セット
  - 『技術開発に賭ける 稲盛和夫経営講演選集第1巻』（2015年9月12日、ダイヤモンド社）ISBN 9784478066294
  - 『私心なき経営哲学 稲盛和夫経営講演選集第2巻』（2015年9月12日、ダイヤモンド社）ISBN 9784478066300
  - 『成長発展の経営戦略 稲盛和夫経営講演選集第3巻』（2015年9月12日、ダイヤモンド社）ISBN 9784478066317
- 『ごてやん 私を支えた母の教え』（2015年10月29日、小学館）ISBN 9784093883993
- 『稲盛和夫経営講演選集 第4～6巻セット』（2016年4月8日、ダイヤモンド社）ISBN 9784478068182
  - 『繁栄する企業の経営手法 2000年代 Ⅰ 稲盛和夫経営講演選集第4巻』（2016年4月8日、ダイヤモンド社）ISBN 9784478068151
  - 『リーダーのあるべき姿 2000年代 Ⅱ 稲盛和夫経営講演選集第5巻』（2016年4月8日、ダイヤモンド社）ISBN 9784478068168
  - 『企業経営の要諦 2010年代 稲盛和夫経営講演選集第6巻』（2016年4月8日、ダイヤモンド社）ISBN 9784478068175
- 『図解 働き方』（2016年11月1日、三笠書房）ISBN 9784837926566
- 『考え方 人生・仕事の結果が変わる』（2017年3月1日、大和書房）ISBN 9784479795735
- 『稲盛和夫の実践アメーバ経営 全社員が自ら採算をつくる』（2017年9月1日、日本経済新聞出版社）ISBN 9784532321611
- 『活きる力』（2017年9月27日、プレジデント社）ISBN 9784833422444
  - 『活きる力』（2020年11月6日、小学館 小学館文庫）ISBN 9784094700251
- 『心と生き方 稲盛和夫・KCCS実践経営講座』（2017年10月1日、PHP研究所）ISBN 9784569836072
- 『子ども こころの育て方 稲盛和夫 新道徳』（2017年12月1日、西東社）ISBN 9784791625666
- 『まんがでわかる 稲盛和夫フィロソフィ』（まんが:小山鹿梨子）（2017年12月8日、宝島社）ISBN 9784800277398
- 『稲盛和夫 魂の言葉108』（2018年9月27日、宝島社）ISBN 9784800280855
  - 『稲盛和夫 魂の言葉108』（2023年9月6日、宝島社 宝島SUGOI文庫）ISBN 9784299045423
- 『誰にも負けない努力 仕事を伸ばすリーダーシップ』（2019年2月14日、PHP研究所）ISBN 9784569842516
  - 『誰にも負けない努力 仕事を伸ばすリーダーシップ』（2024年6月5日、PHP研究所）ISBN 9784569904153
- 『心。 人生を意のままにする力』（2019年6月17日、サンマーク出版）ISBN 9784763132437
- 『人生と仕事の方程式』（2021年2月10日、サンマーク出版）ISBN 9784763198365
- 『リーダーとしてのあり方』（2021年2月10日、サンマーク出版）ISBN 9784763198358
- 『信念を高める』（2021年3月31日、サンマーク出版）ISBN 9784763198372
- 『大善をなす勇気』（2021年3月31日、サンマーク出版）ISBN 9784763198389
- 『勤勉こそ成功への王道』（2021年5月28日、サンマーク出版）ISBN 9784763198402
- 『正しい決断をするために』（2021年5月28日、サンマーク出版）ISBN 9784763198396
- 『稲盛和夫、かく語りき』（2021年7月26日、日経BP社）ISBN 9784296106769
- 『稲盛和夫一日一言』（2021年10月13日、致知出版社）ISBN 9784800912589
- 『経営のこころ 会社を伸ばすリーダーシップ』（2021年12月17日、PHP研究所）ISBN 9784569851075
- 『経営12カ条 経営者として貫くべきこと』（2022年9月8日、日経BP社）ISBN 9784296114986

### 共著
- 『哲学への回帰 資本主義の新しい精神を求めて』（共著者:梅原猛）（1995年9月28日、PHP研究所）ISBN 9784569548715
  - 『哲学への回帰 資本主義の新しい精神を求めて』（共著者:梅原猛）（1999年6月15日、PHP研究所 PHP文庫）ISBN 9784569572826
- 『良渚遺跡への旅 幻の長江文明』（共著者:梅原猛、写真:林義勝）（1995年11月30日、PHP研究所）ISBN 9784569549736
- 『「日米対話」 21世紀に貢献する関係を求めて』（共編著:堺屋太一、監修:日米21世紀委員会）（1997年4月15日、PHP研究所）ISBN 9784569555935
- 『二十一世紀に伝えたい日本の心』（共著者:佐伯彰一 土居健郎 長谷川三千子）（1997年8月5日、PHP研究所）ISBN 9784569557281
- 『21世紀・日米共生の時代 グローバル時代の国家と経済の役割』（共編著:堺屋太一、監修:日米21世紀委員会）（1998年9月25日、PHP研究所）ISBN 9784569602592
- 『私が生きて・掴んで・実践したもの 講演集・宗教とは何か』（共著者:安永祖堂 本山博 小田晋 影山教俊 桐島洋子 船井幸雄 本山一博）（1999年3月8日、宗教心理出版）ISBN 9784879600547
- 『日本復活』（共著者:瀬戸内寂聴 中坊公平）（1999年7月10日、中央公論新社）ISBN 9784120029103
- 『創像新世紀 IMAGINATION/CREATION』（共著者:川勝平太 團紀彦 吉本隆明 梅原猛 黒川紀章 山口昌男、編者:芳賀徹）（2001年7月3日、淡交社）ISBN 9784473018311
- 『徳と正義』（共著者:中坊公平）（2002年5月29日、PHP研究所）ISBN 9784569620619
- 『新しい哲学を語る』（共著者:梅原猛）（2003年1月8日、PHP研究所）ISBN 9784569625386
  - 『新しい哲学を語る』（共著者:梅原猛）（2005年4月18日、PHP研究所 PHP文庫）ISBN 9784569663647
- 『何のために生きるのか』（共著者:五木寛之）（2005年11月21日、致知出版社）ISBN 9784884747336
  - 『何のために生きるのか』（共著者:五木寛之）（2019年2月27日、致知出版社 致知新書）ISBN 9784800911988
- 『ありがとうおかげさま いのちとは何か生きるとは何か』（共著者:村上和雄 渥美和彦 米沢富美子 中森じゅあん、編著:下村満子）（2006年2月20日、海竜社）ISBN 9784759308846
  - 『いのちとは何か生きるとは何か』（共著者:村上和雄 渥美和彦 米沢富美子 中森じゅあん、編著:下村満子）（2010年3月20日、ロングセラーズ）ISBN 9784845421749
- 『日本の社会戦略 世界の主役であり続けるために』（共著者:堺屋太一）（2006年11月29日、PHP研究所 PHP新書）ISBN 9784569658056
- 『人類を救う哲学』（共著者:梅原猛）（2008年12月19日、PHP研究所）ISBN 9784569703657
- 『起業家の本質 ピンチをチャンスに変える5つの能力』（共著者:堀紘一 松下幸之助 盛田昭夫 村田昭治 ほか）（2009年2月28日、プレジデント社）ISBN 9784833419024
- 『人間の本質 生きる意味を探る』（共著者:本山博）（2009年9月23日、PHP研究所）ISBN 9784569770062
- 『「利他」 人は人のために生きる』（共著者:瀬戸内寂聴）（2011年11月30日、小学館）ISBN 9784093798273
  - 『利他 人は人のために生きる』（共著者:瀬戸内寂聴）（2014年3月6日、小学館 小学館文庫）ISBN 9784094060317
- 『近代文明はなぜ限界なのか 人類を救う哲学』（共著者:梅原猛）（2011年12月5日、PHP研究所）ISBN 9784569677415
- 『賢く生きるより 辛抱強いバカになれ』（共著者:山中伸弥）（2014年10月1日、朝日新聞出版）ISBN 9784023313200
  - 『賢く生きるより 辛抱強いバカになれ』（共著者:山中伸弥）（2017年3月7日、朝日新聞出版 朝日文庫）ISBN 9784022618962
- 『完本 哲学への回帰 人類の新しい文明観を求めて』（共著者:梅原猛）（2020年2月28日、PHP研究所）ISBN 9784569846606

### 監修
- 『日本国改造プログラム 立国は公にあらず私なり』（著者:小田全宏）（2002年11月6日、PHP研究所）ISBN 9784569624853
- 『長江文明の探究 森と文明の旅』（著者:梅原猛 安田喜憲、写真:竹田武史）（2004年8月30日、新思索社）ISBN 9784783511885
- 『無私、利他 西郷隆盛の教え』（編者:プレジデント書籍編集部）（2017年12月20日、プレジデント社）ISBN 9784833422574
- 『コミックでわかる 稲盛和夫のリーダーシップ』（脚本:新田哲嗣、漫画:藤沢涼生）（2020年3月18日、KADOKAWA）ISBN 9784040651446

### 訳書（監訳を含む）
- 『いかにして自分の夢を実現するか 思いどおりの人生を築くためにすべきこと』（著者:ロバート・シュラー、監訳:稲盛和夫）（1989年3月20日、三笠書房）ISBN 9784837954460
  - 『いかにして自分の夢を実現するか 思いどおりの人生を築くためにすべきこと』（著者:ロバート・シュラー、監訳:稲盛和夫）（1992年12月10日、三笠書房 知的生きかた文庫）ISBN 9784837905462
  - 『いかにして自分の夢を実現するか 思いどおりの人生を築くためにすべきこと』（著者:ロバート・シュラー、監訳:稲盛和夫）（2010年2月25日、三笠書房）ISBN 9784837957102
- 『燃えるだけ燃えて生きよ！ 成功への原動力 使命感、達成感のある人生を生きる法！』（著者:アラン・L.マクギニス、監訳:稲盛和夫）（1992年4月20日、三笠書房）ISBN 9784837954811
- 『今できることから始めよ！』（著者:アラン・マクギニス、監訳:稲盛和夫）（1996年4月23日、三笠書房 知的生きかた文庫）ISBN 9784837908050
  - 『今できる事から始めよ！ あなたには夢としか思えないことを成し遂げる力がある』（著者:アラン・マクギニス、監訳:稲盛和夫）（2000年5月10日、三笠書房）ISBN 9784837955863
- 『代表的日本人』（著者:内村鑑三、監訳:稲盛和夫）（1999年3月26日、講談社インターナショナル）ISBN 9784770024015
  - 『代表的日本人 対訳』（著者:内村鑑三、監訳:稲盛和夫）（2002年10月4日、講談社インターナショナル）ISBN 9784770029287
- 『いかにして自分の夢を実現するか あなたは「自分のこの不思議な力」をまだ使っていない』（著者:ロバートシュラー、訳者:稲盛和夫）（1999年5月15日、三笠書房）ISBN 9784837955689

## 参考資料

### DVD
- 『夢かける挑戦者たち 稲盛和夫とブラジル開拓者』（著者:関西テレビ放送）（2006年9月1日、ワイツー）JAN 4948722368496 - ドキュメンタリー
- 『稲盛和夫 ど真剣に生きる NHK知るを楽しむ人生の歩き方1』（著者:関西テレビ放送）（2006年11月28日、中録サービス）JAN 4580117778772

## 受賞・栄典
- 1972年 - 第18回大河内記念生産特賞
- 1974年 - 科学技術庁長官賞
- 1979年 - 米国サンディエゴ市名誉市民
- 1981年 - 第2回伴記念賞名誉賞
- 1984年 - 紫綬褒章
- 1995年 - 第45回「電波の日」郵政大臣表彰通信発明百周年記念賞
- 1996年 - 中国広東省東莞市栄誉市民
- 1998年 - 京都市自治百周年特別表彰
- 2000年 - ブラジル連邦共和国南十字星国家勲章
- 2001年 - 京都市市民栄誉賞、中国貴州省貴陽市栄誉市民
- 2005年 - 全国日本学士会アカデミア賞
- 2008年 - 第26回京都府文化賞特別功労賞
- 2009年 - 世界起業家賞（World Entrepreneurship Forum）
- 2011年 - Othmer Gold Medal（アメリカ化学会）
- 2012年 - 第2回孔子文化賞（世界孔子協会）
- 2014年 - 五井平和賞
- 2015年11月16日 - 県民栄誉表彰（鹿児島県）、市民栄誉賞（鹿児島市）[32]
- 2018年12月 - 紺綬褒章飾版、賞杯[49]
- 2019年6月28日 - 鹿児島県名誉県民[50]
- 2019年11月 - 大英帝国勲章KBE[51]
- 2020年10月31日 - 紺綬褒章飾版、木杯[52]